# Лифобирс
Лифобирс (Лифабирс, Лихвабирс, Лихваборский) — упразднённый в 1960 году посёлок Климовского поссовета Климовского района Брянской области РСФСР СССР. С 1960 в черте пгт Климово, современная улица Зелёная в отдалённом микрорайоне, образованного посёлком Лифобирс и территорией Митьковского сельсовета вокруг Покровского монастыря (посёлок Покровское) и Климовской школы-интерната (посёлок Интернат, упразднённые в 1970 году).

## География
Находился в 1 км к востоку от ж/д платформы Покровка (бывший остановочный пункт Киево-Воронежской железной дороги «Покровский монастырь»), к юго-востоку от территории ныне действующего Покровского монастыря, к юго-западу от бывшего кирпичного завода, примерно в 5 км от районного центра, посёлка Климово.

## История
В годы Великой Отечественной войны территория оккупирована немецко-фашистскими войсками с августа 1941 по 24 сентября 1943 года.
27 января 1960 года вышло решение Брянского облисполкома о передаче пос. Лифобирс Митьковского сельсовета Климовского р-на в состав Климовского п/с того же р-на (ГАБО. Ф.Р-6. Оп.4. Д.198. Л.357).
31 мая 1960 года вышло решение Брянского облисполкома о включении нас.п. Лифобирс в черту р.п. Климово Климовского р-на (ГАБО. Ф.Р-6. Оп.3. Д.34. Л.215;Ф.Р-6. Оп.4. Д.205. Л.41).